# Wydział Nauk Społecznych Uniwersytetu Gdańskiego
Wydział Nauk Społecznych Uniwersytetu Gdańskiego – jeden z dziesięciu wydziałów Uniwersytetu Gdańskiego. Powstał 1 grudnia 1990 z przekształcenia Wydziału Humanistycznego w Wydziały: Nauk Społecznych oraz Filologiczno–Historyczny.

## Władze Wydziału
W kadencji 2024–2028:
| Stanowisko                                                  | Imię i nazwisko                        |
| ----------------------------------------------------------- | -------------------------------------- |
| Dziekan                                                     | prof. dr. hab. Michał Harciarek        |
| Prodziekan ds. Badań Naukowych i Współpracy Międzynarodowej | dr hab. Radosław Kossakowski, prof. UG |
| Prodziekan ds. Kształcenia                                  | dr Paweł Śpica                         |
| Prodziekan ds. Studenckich                                  | dr Dominik Bień                        |

## Poczet dziekanów
1. prof. dr hab. Waldemar Tłokiński (1990–1996)
2. prof. dr hab. Bohdan Dziemidok (1996–1999)
3. prof. dr hab. Czesław Ciesielski (1999–2002)
4. prof. dr hab. Henryk Machel (2002–2008)
5. prof. dr hab. Beata Pastwa-Wojciechowska (2008–2016)
6. dr hab. Tadeusz Dmochowski (2016–2022)
7. prof. dr hab. Michał Harciarek (od 2022)

## Kierunki kształcenia
Dostępne kierunki:

### Studia stacjonarne
- Bezpieczeństwo narodowe (studia I i II stopnia)
- Dyplomacja (studia I stopnia)
- Dziennikarstwo i komunikacja społeczna (studia I i II stopnia)
- Filozofia (studia I i II stopnia)
- Geografia społeczno-ekonomiczna z elementami GIS (studia II stopnia)
- Gospodarka przestrzenna (studia I i II stopnia)
- Pedagogika (studia I i II stopnia)
- Pedagogika przedszkolna i wczesnoszkolna (studia jednolite magisterskie)
- Pedagogika specjalna (studia jednolite magisterskie)
- Politologia (studia I i II stopnia)
- Praca socjalna (studia I i II stopnia)
- Psychologia (studia jednolite magisterskie)
- Socjologia (studia I i II stopnia)
- Tourism and Hospitality (studia II stopnia)

### Studia niestacjonarne
- Psychologia (studia jednolite magisterskie)

## Struktura organizacyjna

### Instytut Filozofii
Dyrektor: dr hab. Natasza Szutta, prof. UG
- Zakład Estetyki i Filozofii Kultury
- Zakład Etyki i Filozofii Społecznej
- Zakład Historii Filozofii Starożytnej, Średniowiecznej i Nowożytnej
- Zakład Logiki, Filozofii Nauki i Epistemologii
- Zakład Metafizyki, Filozofii Religii i Filozofii Współczesnej

### Instytut Geografii Społeczno-Ekonomicznej i Gospodarki Przestrzennej
Dyrektor: dr hab. Mariusz Czepczyński, prof. UG
- Zakład Badań Krajobrazu i Kształtowania Środowiska
- Zakład Geografii Społeczno-Ekonomicznej
- Zakład Gospodarki Przestrzennej
- Zakład Rozwoju Regionalnego

### Instytut Mediów, Dziennikarstwa i Komunikacji Społecznej
Dyrektor: dr hab. Małgorzata Łosiewicz, prof. UG
- Zakład Komunikacji Społecznej i Kulturowej
- Zakład Teorii, Historii i Języka Mediów
- Zakład Antropologii Obrazu
- Zakład Dziennikarstwa i Mediów

### Instytut Pedagogiki
Dyrektor: dr hab. Marcin Boryczko, prof. UG
- Zakład Pedagogiki Specjalnej
- Zakład Pedagogiki Społecznej
- Zakład Patologii Społecznej i Resocjalizacji
- Zakład Historii Nauki, Oświaty i Wychowania
- Zakład Dydaktyki i Andragogiki
- Zakład Teorii Wychowania i Pedagogiki Opiekuńczej
- Zakład Pedagogiki Ogólnej
- Zakład Filozofii Wychowania i Studiów Kulturowych
- Zakład Badań nad Dzieciństwem i Szkołą
- Pracownia Edukacji Medialnej

### Instytut Politologii
Dyrektor: dr hab. Arkadiusz Modrzejewski, prof. UG
- Zakład Teorii Polityki
- Zakład Polityk Publicznych i Administracji
- Zakład Systemów Politycznych
- Zakład Stosunków Międzynarodowych
- Zakład Myśli Politycznej i Historii Najnowszej
- Zakład Nauk o Bezpieczeństwie
- Zakład Kultury Politycznej

### Instytut Psychologii
Dyrektor: prof. dr hab. Małgorzata Lipowska
- Laboratorium Diagnostyki Psychologicznej
- Pracownia Psychologii Badań Biznesu
- Pracownia Psychologii Środowiskowej i Relacji Międzygrupowych
- Psychologiczna Poradnia Genetycznych Chorób Rzadkich
- Zakład Badań nad Rodziną i Jakością Życia
- Zakład Neuropsychologii
- Zakład Psychologii Ekonomicznej i Psychologii Organizacji
- Zakład Psychologii i Psychopatologii Rozwoju
- Zakład Psychologii Klinicznej i Zdrowia
- Zakład Psychologii Międzykulturowej i Psychologii Rodzaju
- Zakład Psychologii Ogólnej
- Zakład Psychologii Osobowości i Psychologii Sądowej
- Zakład Psychologii Społecznej
- Zakład Psychologii Sportu
- Zakład Psychometrii i Statystyki

### Instytut Socjologii
Dyrektor: dr hab. Michał Roch Kaczmarczyk, prof. UG
- Zakład Teorii Socjologicznej i Metodologii Badań Społecznych
- Zakład Socjologii Życia Codziennego
- Pomorska Pracownia Badań nad Kulturą
- Zakład Socjologii Stosowanej
- Zakład Antropologii Społecznej
- Zakład Socjologii Spraw Publicznych i Gospodarki

## Galeria

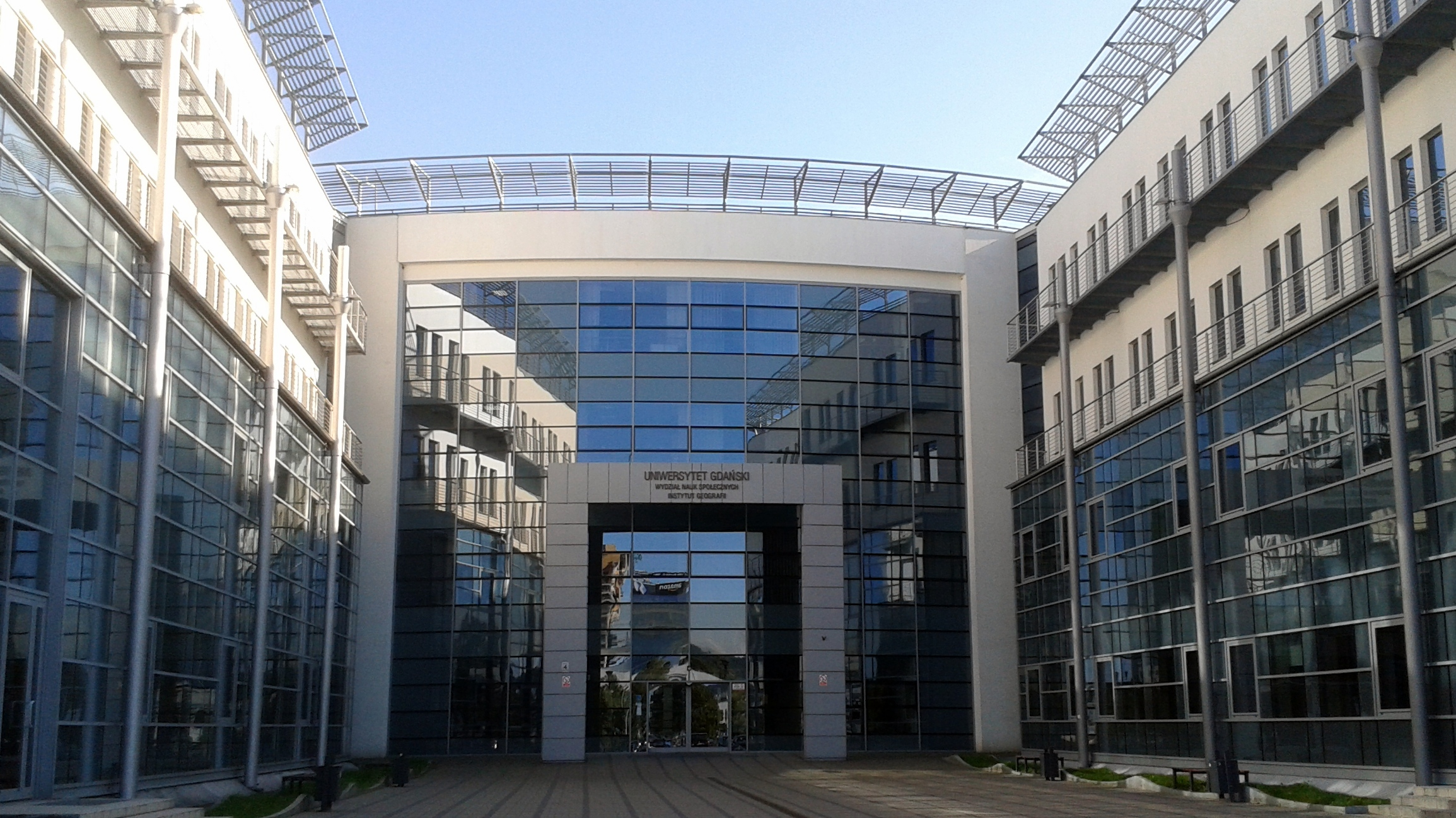
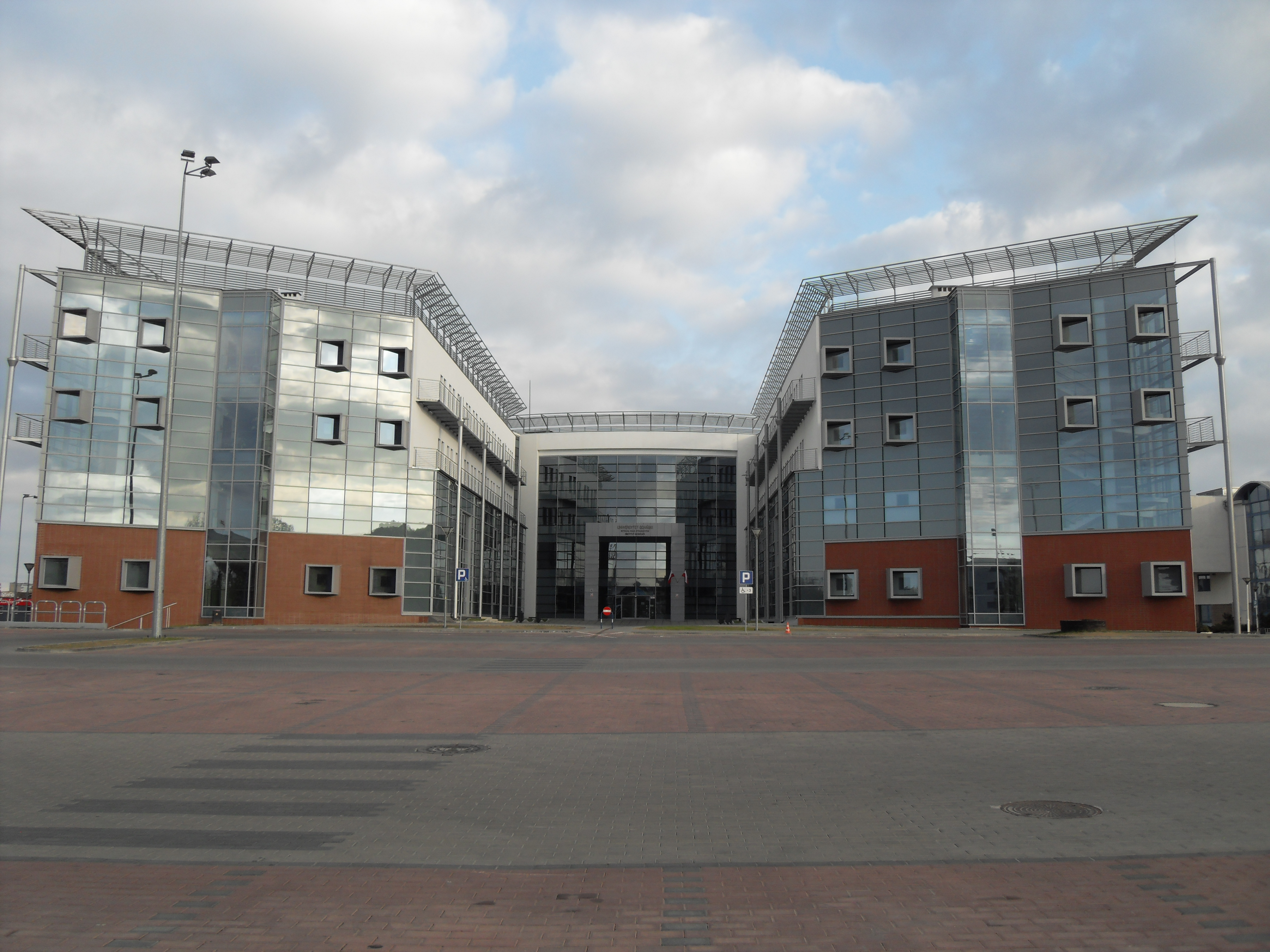
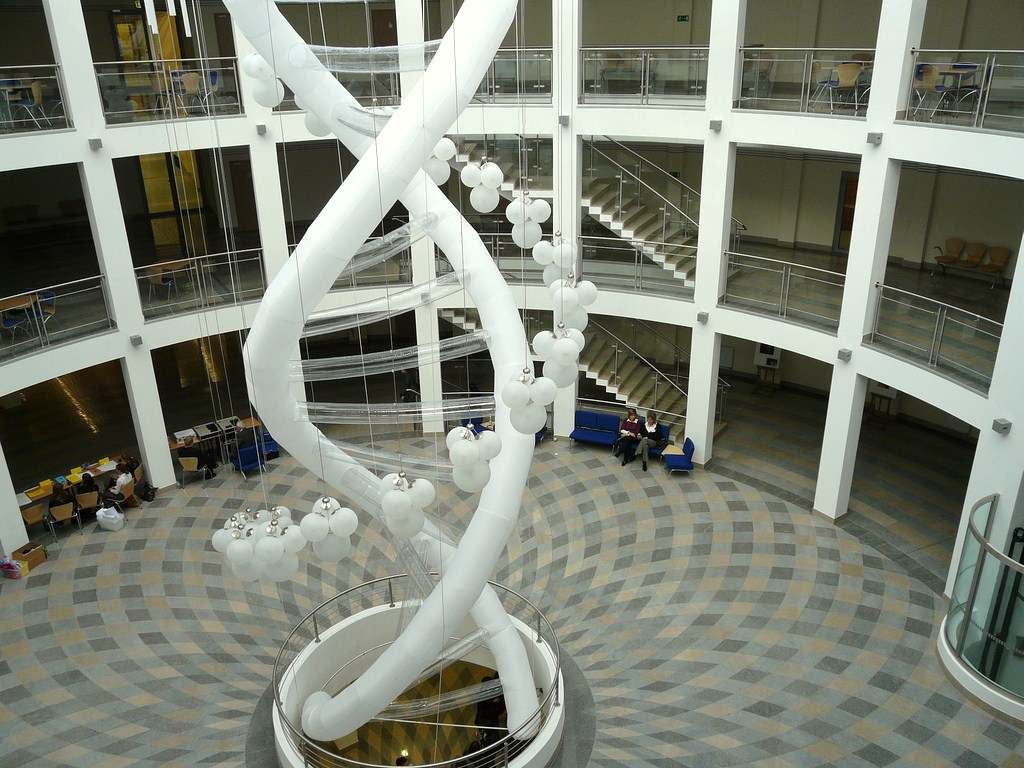
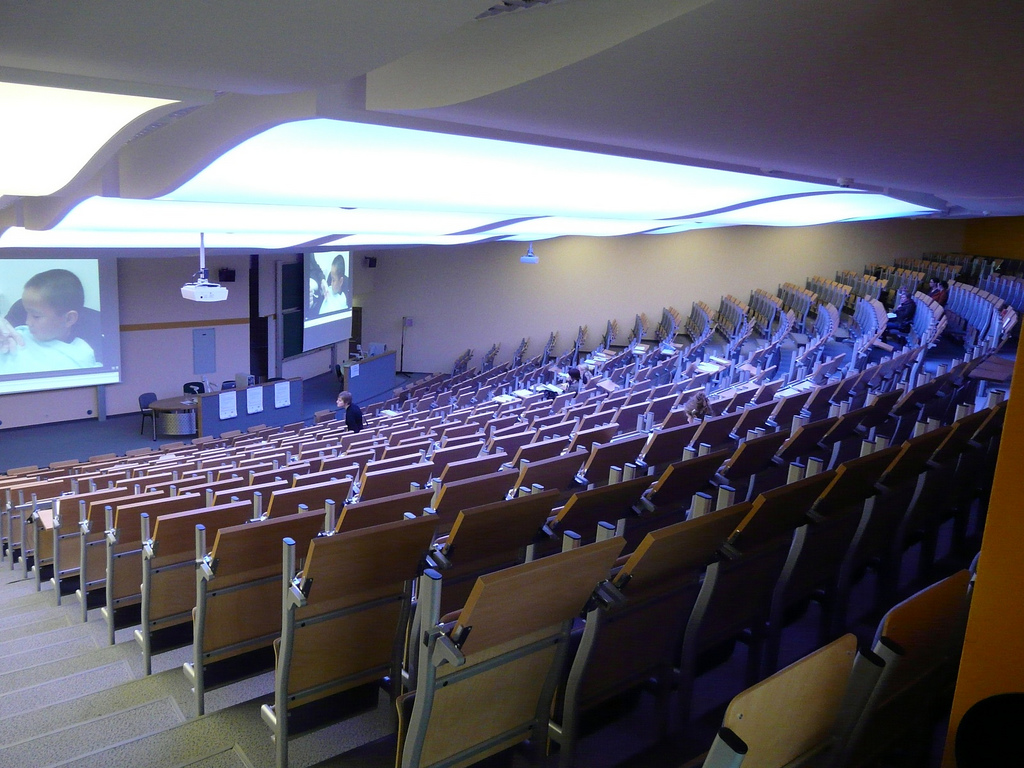